# Play (album de Moby)
Pour les articles homonymes, voir Play.
Albums de Moby
I Like to Score
(1997) Play: The B-Sides
(2000)
Play est un album de Moby paru en 1999. Cette production se distingue des précédentes par son style moins synthétique et son ambiance plus pop.

## Description
Pour ce disque, Moby développe ses propres mélodies sur des rythmiques house et trip hop, qu'il combine avec de samples vocaux de gospel, de blues, de soul et de musique folk. Les titres Honey, Find My Baby, Why Does My Heart Feel So Bad? ou Natural Blues contiennent ainsi des voix provenant d'enregistrements d'Alan Lomax : Honey sample Sometimes de Bessie Jones, Natural Blues sample Trouble So Hard de Vera Hall, Find My Baby sample Joe Lee's Rock de Boy Blue et Willie Jones). Quant à Porcelain, cette chanson se sert d'un sample inversé de Fight for Survival d'Ernest Gold (extrait de la bande-originale du film Exodus). Pour Run On, ce titre est directement inspiré du chant traditionnel God's Gonna Cut You Down (notamment interprété par Johnny Cash).
Play est le premier album dont l'intégralité des morceaux ont été mis sous licence commerciale à des fins médiatiques et audiovisuelle. Porcelain est par exemple au générique de La Plage. Le passage répété de sa musique au cinéma, à la télévision et surtout dans la publicité, permet à Moby d'obtenir une notoriété internationale et un succès sans précédent. Près de 2 millions d'albums se sont vendus aux États-Unis lors de sa sortie et 10 millions dans le monde entier.
Le livret accompagnant l'album contient cinq essais rédigés par Moby où il traite successivement de végétalisme, de fondamentalisme et d'humanisme. Ces écrits n'ont aucun lien avec les chansons présentées dans l'album, ils décrivent simplement un certain nombre de doctrines auxquelles l'artiste attache une grande importance.
Cet album figure à la 341e place du classement des 500 plus grands albums de tous les temps du magazine Rolling Stone. Il est également mentionné dans le livre Electro 100: Les albums essentiels des musiques électroniques d'Olivier Pernot.

## Controverse
Dans le morceau My Weakness, qui clôture l'album, un chant polyphonique de l'île de Tiga en Nouvelle-Calédonie peut être entendu. Le chant en question, Nyine u a tero, raconte un des mythes fondateurs de cette île où l'eau potable ne se trouvait qu'en faible quantité. Deux guerriers, envoyés chercher de l'eau dans des grottes, se feront envoûter par des lutins qui jouaient cette musique. Les deux guerriers, charmés, choisiront de ramener ce chant à la tribu plutôt que l'eau.
Étonnés face à la présence de ce chant dans la musique de Moby, les habitants et l'association culturelle de l'île de Tiga se rapprochent de la SACENC (instance calédonienne de la SACEM) afin d'entamer des démarches, de rencontrer Moby pour « lui dire qui on est, que nous sommes les détenteurs de cette histoire »,. 
Ils découvriront alors que cette musique, et le chant traditionnel, figurent sur de nombreux films, documentaires et publicités. Moby, lui, ne se souvient pas d'où provient cet enregistrement et le décrit dans une interview donnée dans Rolling Stone comme un étrange chœur africain. L'enregistrement serait en réalité issu de travaux d’ethnomusicologues réalisés en 1986 à l'occasion de l'inauguration du Temple de Tiga.
Pour l'heure, et face au manque de leviers pour la protection des droits intellectuels autochtones, les habitants de Tiga et l'association culturelle ont renoncé à contacter Moby et ont préféré l'organisation de conférences sur les questions de patrimoine immatériel et de propriété intellectuelle.

## Invitée
- Gwen Stefani, qui chante également avec No Doubt, dans la version single de South Side[6]. À l'origine, la chanson était un duo entre Moby et Stefani, mais des problèmes de production obligèrent Moby à enlever la voix de Stefani[7].

## Titres
| 1.    | Honey                          | Sometimes de Bessie Jones                                    | 3:28 |
| 2.    | Find My Baby                   | Joe Lee's Rock de Boy Blue                                   | 3:59 |
| 3.    | Porcelain                      | Moby, Pilar Basso                                            | 4:01 |
| 4.    | Why Does My Heart Feel So Bad? | The Shining Light Gospel Choir                               | 4:24 |
| 5.    | South Side                     | Moby, Gwen Stefani (version single uniquement)               | 3:49 |
| 6.    | Rushing                        |                                                              | 3:00 |
| 7.    | Bodyrock                       | Nikki D, Love Rap by Spoonie Gee and the Treacherous Three   | 3:36 |
| 8.    | Natural Blues                  | Trouble So Hard by Vera Hall                                 | 4:13 |
| 9.    | Machete                        | Moby                                                         | 3:37 |
| 10.   | 7                              |                                                              | 1:02 |
| 11.   | Run On                         | Run On for a Long Time de Bill Landford and The Landfordairs | 3:45 |
| 12.   | Down Slow                      |                                                              | 1:34 |
| 13.   | If Things Were Perfect         | Moby, Reggie Matthews                                        | 4:18 |
| 14.   | Everloving                     |                                                              | 3:25 |
| 15.   | Inside                         |                                                              | 4:48 |
| 16.   | Guitar Flute & String          |                                                              | 2:09 |
| 17.   | The Sky Is Broken              | Moby                                                         | 4:18 |
| 18.   | My Weakness                    |                                                              | 3:37 |
| 63:03 |                                |                                                              |      |

## Play: The DVD
Un DVD a été édité afin de compléter l'album. Il contient certains clips des morceaux, des extraits de live et de backstage, ainsi qu'un kit sur DVD-Rom afin de réaliser soi-même un remix de Moby.
Également, le CD Moby's Megamix parait avec le DVD. Il rassemble plusieurs titres de Moby remixés par plusieurs artistes, édités sur une seule piste audio nommée The Megamix.

## Classements
| Classement (1999-2000)             | Meilleure place |
| ---------------------------------- | --------------- |
| Allemagne (Media Control AG)       | 21              |
| Australie (ARIA)                   | 1               |
| Autriche (Ö3 Austria Top 40)       | 7               |
| Belgique (Flandre Ultratop)        | 3               |
| Belgique (Wallonie Ultratop)       | 4               |
| Finlande (Suomen virallinen lista) | 18              |
| France (SNEP)                      | 1               |
| Italie (FIMI)                      | 4               |
| Norvège (VG-lista)                 | 2               |
| Nouvelle-Zélande (RIANZ)           | 1               |
| Pays-Bas (Mega Album Top 100)      | 5               |
| Suède (Sverigetopplistan)          | 14              |
| Suisse (Schweizer Hitparade)       | 12              |